# شاندرا فيجاي سينغ
شاندرا فيجاي سينغ (بالإنجليزية: Chandra Vijay Singh)‏ هو سياسي هندي، ولد في 18 ديسمبر 1950 في الهند.